# Витязь (хоккейный клуб, Московская область)
«Ви́тязь» — хоккейный клуб из города Балашиха Московской области, существовавший с 1996 года. Выступал в Континентальной хоккейной лиге до 2025 года.

## История

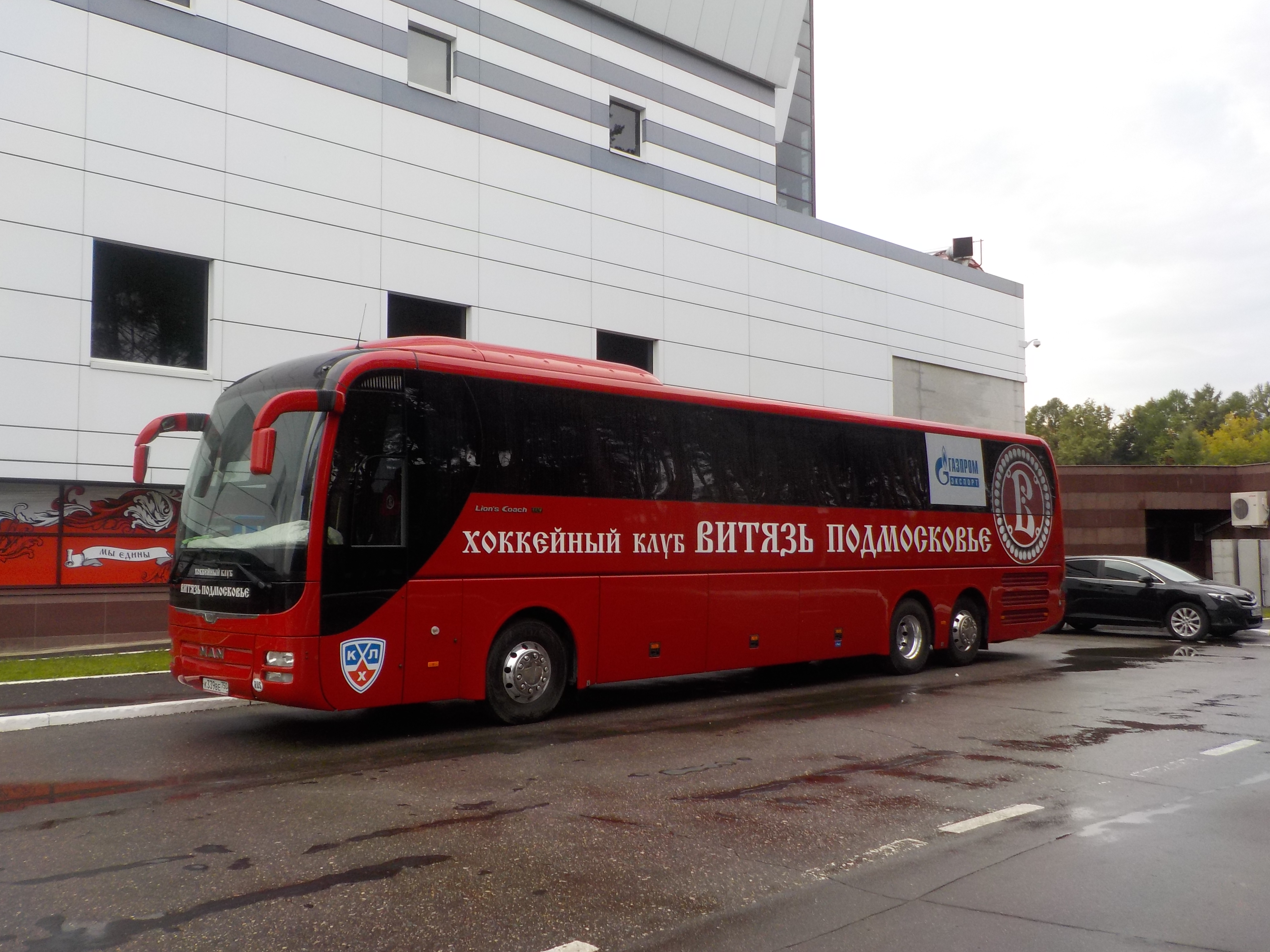
Автобус ХК «Витязь»

Современный «Витязь» основан в 1996 году. Изначально клуб базировался в Чехове, в микрорайоне Венюково, выступал в Высшей лиге. Матчи проводились под открытым небом. Затем с 2000 года стала базироваться в городе Подольске Московской области. 16 февраля 2004 года было создано муниципальное учреждение Чеховского района хоккейный клуб «Витязь» (Чехов). 16 марта 2004 года общим собранием членов Профессиональной хоккейной лиги клуб был принят в её состав. Он стал правопреемником подольского «Витязя», после чего команда снова переехала в Чехов.
В сезоне 1999/2000 команда успешно выступила в Высшей лиге (2-е место в западной зоне, затем третье из восьми команд в финальном этапе) и выиграла переходный турнир между Суперлигой и Высшей лигой; однако в следующем сезоне команда, заняв предпоследнее место как в первом этапе Суперлиги, так и в турнире за «выживание», покинула Суперлигу и ещё несколько лет провела в Высшей лиге. В сезоне 2004/05 «Витязь», став 4-м в западной зоне по итогам регулярного первенства, вышел в финал плей-офф Высшей лиги, где уступил ХК МВД. С сезона 2005/06 команда выступает в сильнейшей лиге российского хоккея (Суперлига, затем КХЛ). Выступая в КХЛ, «Витязь» четыре раза выходил в плей-офф, но все разы проигрывал в первом раунде — в 2017 году санкт-петербургскому СКА, в 2019 году московскому ЦСКА, в 2020 году вновь СКА, а в 2023 году ярославскому «Локомотиву».
Перед началом сезона 2006/2007 рассматривался вопрос о переезде обратно в Подольск, так как ледовая площадка города Чехова не соответствовала нормам ПХЛ — её вместимость на тот момент составляла всего 1370 мест, в то время как минимальная вместимость со следующего сезона — 5500 зрительских мест. В 2007—2008 годах «Ледовый хоккейный центр 2004» подвергся реконструкции, в результате которой его вместимость увеличилась до 3300 зрителей. Дворец оснастили современным видео и аудио оборудованием, менее энергозатратным осветительным оборудованием с широкими возможностями, а также информационным табло больших размеров.
Команда неоднократно получала предупреждения от совета КХЛ. За неспортивное поведение на бухгалтерию клуба был наложен крупный штраф (4 млн руб). Тем не менее, состоявшийся 9 января 2010 года матч между «Витязем» и «Авангардом», который продлился рекордно короткое для КХЛ время 3,5 минуты, усугубил позицию «Витязя» как спортивного клуба.[уточнить] 10 декабря 2010 года «Витязь» начал матч с омским «Авангардом» дракой уже на шестой секунде. «Авангард», в котором в результате драки были травмированы ведущие игроки, всё-таки выиграл этот матч.
6 ноября 2011 года во время матча между «Витязем» и минским «Динамо», за 7 секунд до конца матча на поле произошла драка, после чего болельщики «Динамо» стали бросать на поле бутылки, несколько раз попав в тренера «Витязя» Андрея Назарова. После этого Назаров и ряд других игроков команды устроили драку с болельщиками минского клуба. Ситуацию удалось нормализовать только после вмешательства бойцов ОМОНа. Тренер получил два матча дисквалификации, а все игроки, принимавшие участие в потасовке с болельщиками, — один матч.
Перед началом сезона 2013/2014 из-за недостаточной вместительности арены в Чехове хоккейный клуб Витязь через 10 лет опять переехал в Подольск.
Один из основателей клуба, Николай Павлинов, 14 января 2021 года был признан виновным в создании преступной группировки, которая в течение 5 лет присвоила объекты недвижимости на сумму более 300 млн рублей, и был приговорён к 17 годам лишения свободы.
28 апреля 2022 года «Витязь» объявил, что будет проводить домашние матчи на арене «Балашиха» в связи с несоответствием ледового дворца «Витязь» в Подольске требованиям регламента КХЛ.
В июне 2025 года в российских СМИ появилась информация, что «Витязь» может прекратить существование из-за недостатка финансирования, в результате которой у клуба образовалась задолженность по зарплатам в размере 200 млн рублей. 24 июня 2025 года «Витязь» уведомил Континентальную хоккейную лигу о приостановке участия команд КХЛ и МХЛ в чемпионатах КХЛ и МХЛ сезона 2025/26. 27 июня 2025 года решением совета директоров Континентальной хоккейной лиги «Витязь» исключён из состава участников КХЛ до конца сезона 2029/30.

## Достижения
Континентальная хоккейная лига:
- Регулярный сезон — 12 место : 2016/2017
- Западная конференция — 7 место : 2016/2017, 2019/2020
- Плей-офф — 1/8 финала : 2017, 2019, 2020
- Регулярный сезон — 15 место : 2018/2019
- Регулярный сезон — 14 место : 2019/2020
- Западная конференция — 8 место : 2018/2019

Кубок Спартака:
- Победители: 2000[15]

Мемориал Руслана Салея:
- Победители: 2012[16]

Wingas Cup:
- Победители: 2017

Lehner Cup:
- Победители: 2018

Кубок мэра Москвы:
- Финалист (2): 2014,2019
- Победители: 2020

## Результаты выступления в КХЛ
И — количество проведённых игр, В — выигрыши в основное время, ВО — выигрыши в овертайме, ВБ — выигрыши в послематчевых буллитах, ПО — проигрыши в овертайме, ПБ — проигрыши в послематчевых буллитах, П — проигрыши в основное время, О — количество набранных очков, Ш — соотношение забитых и пропущенных голов, РС — место по результатам регулярного сезона
| Сезон   | И   | В   | ВО | ВБ | ПБ | ПО | П   | О   | Ш         | РС | Результаты серий с соперниками в плей-офф                                   | Результат в плей-офф                                                        |
| ------- | --- | --- | -- | -- | -- | -- | --- | --- | --------- | -- | --------------------------------------------------------------------------- | --------------------------------------------------------------------------- |
| 2008/09 | 56  | 6   | 2  | 3  | 7  | 5  | 33  | 40  | 134-225   | 23 | В плей-офф не играли                                                        | В плей-офф не играли                                                        |
| 2009/10 | 56  | 13  | 3  | 2  | 2  | 3  | 33  | 54  | 142-216   | 23 | В плей-офф не играли                                                        | В плей-офф не играли                                                        |
| 2010/11 | 54  | 13  | 1  | 3  | 3  | 2  | 32  | 52  | 119-178   | 21 | В плей-офф не играли                                                        | В плей-офф не играли                                                        |
| 2011/12 | 54  | 10  | 1  | 5  | 1  | 1  | 36  | 44  | 108-193   | 23 | В плей-офф не играли                                                        | В плей-офф не играли                                                        |
| 2012/13 | 52  | 11  | 1  | 6  | 6  | 2  | 26  | 55  | 119-151   | 22 | В плей-офф не играли                                                        | В плей-офф не играли                                                        |
| 2013/14 | 54  | 12  | 1  | 5  | 9  | 1  | 26  | 58  | 110-147   | 24 | В плей-офф не играли                                                        | В плей-офф не играли                                                        |
| 2014/15 | 60  | 20  | 2  | 4  | 1  | 5  | 28  | 78  | 152-186   | 20 | В плей-офф не играли                                                        | В плей-офф не играли                                                        |
| 2015/16 | 60  | 17  | 4  | 4  | 3  | 0  | 32  | 70  | 129-166   | 24 | В плей-офф не играли                                                        | В плей-офф не играли                                                        |
| 2016/17 | 60  | 26  | 3  | 4  | 5  | 0  | 22  | 97  | 162-158   | 11 | 0-4 СКА                                                                     | Проиграли в первом раунде                                                   |
| 2017/18 | 56  | 17  | 2  | 2  | 3  | 5  | 27  | 67  | 131-160   | 21 | В плей-офф не играли                                                        | В плей-офф не играли                                                        |
| 2018/19 | 62  | 23  | 4  | 1  | 4  | 3  | 27  | 63  | 134-169   | 15 | 0-4 ЦСКА                                                                    | Проиграли в первом раунде                                                   |
| 2019/20 | 62  | 19  | 3  | 5  | 7  | 4  | 24  | 65  | 137-166   | 14 | 0-4 СКА                                                                     | Проиграли в первом раунде                                                   |
| 2020/21 | 60  | 21  | 3  | 3  | 3  | 2  | 28  | 59  | 155-175   | 17 | В плей-офф не играли                                                        | В плей-офф не играли                                                        |
| 2021/22 | 48  | 9   | 4  | 2  | 6  | 7  | 20  | 43  | 117-113   | 21 | В плей-офф не играли                                                        | В плей-офф не играли                                                        |
| 2022/23 | 68  | 24  | 6  | 4  | 5  | 3  | 26  | 76  | 169-170   | 12 | 1-4 Локомотив                                                               | Проиграли в первом раунде                                                   |
| 2023/24 | 68  | 20  | 14 | 4  | 2  | 4  | 40  | 48  | 133-224   | 23 | В плей-офф не играли                                                        | В плей-офф не играли                                                        |
| 2024/25 | 68  | 19  | 3  | 2  | 4  | 7  | 33  | 59  | 163-188   | 19 | В плей-офф не играли                                                        | В плей-офф не играли                                                        |
| Всего   | 874 | 250 | 49 | 52 | 59 | 46 | 434 | 912 | 1990-2640 | —  | В плей-офф кубка Гагарина участвовали 4 раза. Счёт (победы/поражения): 1-16 | В плей-офф кубка Гагарина участвовали 4 раза. Счёт (победы/поражения): 1-16 |

## Главные тренеры
- 09.02.1996 — 30.06.1997 — Сергей Тихонов
- 01.07.1997 — 31.05.1999 — Вячеслав Анисин
- 01.06.1999 — 11.10.2000 — Александр Зачёсов
- 11.10.2000 — 30.04.2001 — Александр Баринев (и. о.)
- 30.04.2001 — 15.06.2003 — Валерий Белов
- 15.06.2003 — 05.04.2004 — Юрий Румянцев
- 05.04.2004 — 16.01.2005 — Мисхат Фахрутдинов
- 16.01.2005 — 30.06.2005 — Александр Бодунов
- 30.06.2005 — 27.10.2005 — Анатолий Богданов
- 27.10.2005 — 04.04.2006 — Александр Бодунов (и. о.)
- 04.04.2006 — 31.03.2007 — Майк Крушельницки
- 18.06.2007 — 28.10.2007 — Мисхат Фахрутдинов
- 29.10.2007 — 05.11.2008 — Сергей Гомоляко
- 06.11.2008 — 03.12.2009 — Майк Крушельницки
- 06.12.2009 — 14.10.2010 — Алексей Ярушкин
- 14.10.2010 — 18.05.2012 — Андрей Назаров
- 20.06.2012 — 11.01.2014 — Юрий Леонов[17]
- 11.01.2014 — 28.11.2015 — Олег Ореховский[18]
- 28.11.2015 — 25.03.2016 — Равиль Якубов (и. о.)
- 25.03.2016 — 04.05.2019 — Валерий Белов
- 04.05.2019 — 21.05.2021 — Михаил Кравец
- 21.05.2021 — 16.05.2022 — Юрий Бабенко
- 16.05.2022 — 02.05.2023 — Вячеслав Буцаев
- 02.05.2023 — 03.10.2023 — Александр Завьялов
- 07.10.2023 — 18.03.2024 — Дмитрий Рябыкин
- 02.05.2024 — 24.06.2025 — Павел Десятков

## Генеральные менеджеры
- 30.04.2001 — 17.10.2006 — Клоков Василий Семёнович
- 17.10.2006 — 30.11.2012 — Жамнов Алексей Юрьевич
- 30.11.2012 — 16.04.2013 — Хворых Дмитрий Михайлович
- 16.04.2013 — 24.06.2025 — Варицкий Игорь Константинович